# Laguna Seca (El Yali)
Laguna Seca es un cuerpo de agua esporádico perteneciente al humedal El Yali, en la comuna de Santo Domingo (San Antonio, región de Valparaíso, Chile), pero fuera de la Reserva Nacional El Yali.
Normalmente se encuentra seca. En sus inmediaciones durante el año 2012 se inició un programa de siembra de nubes para aumentar las precipitaciones en el lugar.

## Ubicación
El mapa del IGM no muestra ni la laguna seca ni el estero San José.